# جاناتان هاردی
جاناتان هاردی (انگلیسی: Jonathan Hardy; ۲۰ سپتامبر ۱۹۴۰ – ۳۰ ژوئیهٔ ۲۰۱۲) هنرپیشه اهل نیوزیلند بود.
از فیلم‌ها یا برنامه‌های تلویزیونی که وی در آن نقش داشته‌است می‌توان به مکس دیوانه، مسحور شده و ناهمواری اشاره کرد.